# Raspailia phakellopsis
Raspailia phakellopsis är en svampdjursart som beskrevs av Hooper 1991. Raspailia phakellopsis ingår i släktet Raspailia och familjen Raspailiidae. Inga underarter finns listade i Catalogue of Life.